# Neferkare Chendu
Neferkare Chendu (Neferkare IV.)  byl egyptský faraon z 8. dynastie během prvního přechodného období. Neferkarovo jméno se objevuje na abydoském seznamu králů, na turínském seznamu králů však jeho jméno chybí. Dochovala se válcová pečeť se jménem Chendu (objevena v roce 1926 egyptologem Henrim Frankfortem), později se zjistilo, že pečeť neodkazuje na krále Neferkara Chendu, ale na Hyksóského krále Khamudi.